# El Hato de San Juan de Dios
El Hato de San Juan de Dios ist ein Corregimiento des Bezirks Aguadulce in der Provinz Coclé in Panama. Bei der Volkszählung im Jahr 2023 hatte es 1384 Einwohner. Das Corregimiento erstreckt sich über eine Fläche von 53,8 km².

## Geschichte
Das Corregimiento wurde durch Gesetz Nr. 61 vom 17. September 2013 von El Cristo abgetrennt. Die Norm sah jedoch vor, dass das Corregimiento am 2. Mai 2019 entstehen würde. Durch das Gesetz 22 vom 9. Mai 2017 wurde die Gründung jedoch auf den 1. Juli 2017 vorgezogen.

## Orte
Im Corregimiento El Hato de San Juan de Dios befinden sich folgende Orte:
- Cerro Gordo
- El Barrero
- El Hato de San Juan de Dios
- El Mono
- El Pinzón
- La Loma de Los González
- La Tinaja
- Las Mieles
- Los Callejones
- Los Rincones
- Los Volcanes